# Kirill Posdnjakow
Kirill Posdnjakow (russisch Кирилл Поздняков; * 20. Januar 1989 in Unetscha) ist ein ehemaliger  russischer Radrennfahrer, der ab 1. 2017 mit aserbaidschanischer Lizenz fuhr.
Posdnjakow gewann 2007 die Juniorenaustragung von Omloop Het Nieuwsblad. In der Saison 2013 fuhr Posdnjakow für das aserbaidschanische Continental Team Synergy Baku Cycling Project. Dort gewann er jeweils eine Etappe bei der Tour de Taiwan, beim An Post Rás, bei Jelajah Malaysia und bei der Tour of China I, wo er auch Erster der Gesamtwertung wurde. In der Gesamtwertung der UCI Asia Tour 2013 belegte er am Ende den achten Rang.
2014 und 2014 fuhr er für das russische Professional Continental Team RusVelo und konnte dort in seinem ersten Jahr als bedeutendstes Ergebnis Rang zehn in der Gesamtwertung der Tour of Qinghai Lake belegen, einem Etappenrennen hors categorie.
Darauf kehrte Posdnjakow zum Synergy BakuCycling Project zurück und gewann 2016 eine Etappe der Sibiu Cycling Tour sowie die Gesamtwertung und zwei Etappen der Tour of Szeklerland. Im Jahr 2017 gewann er zunächst zwei Etappen der Tour du Maroc, die Gesamtwertung, Bergwertung und eine Etappe der Tour d’Azerbaïdjan und wurde aserbaidschanischer Meister im Straßenrennen. Er wurde jedoch bei der Marokko-Rundfahrt positiv auf das Dopingmittel getestet und acht Monate bis zum 6. Dezember 2017 gesperrt, so dass diese Erfolge in die Zeit der Dopingsperre fielen.
Nach Ablauf seiner Sperre gewann Posdnjakow 2018 den GP Alanya, eine Etappe der Tour of Mersin sowie eine Etappe und die Punktewertung der Five Rings of Moscow. Nach Ende der Saison 2019 beendete er seine Laufbahn.

## Erfolge
2007
- Omloop Het Nieuwsblad (Junioren)

2013
- eine Etappe Tour de Taiwan
- eine Etappe An Post Rás
- eine Etappe Jelajah Malaysia
- Gesamtwertung und eine Etappe Tour of China I

2016
- eine Etappe Sibiu Cycling Tour
- Gesamtwertung und zwei Etappen Tour of Szeklerland

2017
- zwei Etappen Tour du Maroc[1]
- Gesamtwertung, Bergwertung und eine Etappe Tour d’Azerbaïdjan[1]
- Aserbaidschanischer Meister – Straßenrennen[1][2]

2018
- Grand Prix Alanya
- eine Etappe Tour of Mersin
- eine Etappe und Punktewertung Five Rings of Moscow
- Aserbaidschanischer Meister – Straßenrennen